# Bobrovček
Bobrovček (maďarsky Kisbobróc) je obec na Slovensku v okrese Liptovský Mikuláš. V roce 2016 zde žilo 177 obyvatel. První písemná zmínka o obci pochází z roku 1231.